# Кангал (куче)
Кангал (на турски: Kangal Çoban Köpeği) е порода кучета от Турция, използвана за овчарско куче. Височината при женските е 70 – 75 см, а при мъжките – 80 – 85 см. Теглото на женските е 45 – 70 кг, а на мъжките 70 – 80 кг, но има кучета, които достигат до 100 кг.

## Характеристики
Черепът е голям, но е пропорционален спрямо тялото, между ушите е широк и леко изпъкнал. Преходът между мозъчната и лицевата част не е изразен рязко. Муцуната е по-къса от мозъчната част, леко притъпена, погледната от страни има формата на правоъгълник. Носната гъба е черна. Устните са с черен ръб, плътно прилепнали около челюстите, без да са провиснали. Захапката е ножицоподобна. Очите спрямо черепа са малки и кръгли, цветът им е от златисто-жълт до кафяв. Погледът е жив и благороден. Ушите са средно големи, високо поставени, висящи, с форма на триъгълник, прилепнали към главата. Главата между ушите и по тяхната дължина, около очите и по дължина на муцуната е черно пигментирана. От там идва и названието на породата карабаш – черноглав. Шията е не много наклонена, мускулеста, средно дълга, с дебела кожа. Гръдния кош погледнат отпред наподобява гърдите на Лъв, в предната си част е по-широк от задната, погледнат отстрани е дълбок и дълъг. Гръдната кост леко се спуска под линията на лактите. Рамената са мускулести. Тялото като цяло е силно и мускулесто, в своята благородна външност комбинира голямо, мощно и добре конструирано тяло с гордост, сила и елегантност, без следи от затлъстяване. Гръбната линия е леко издадена в областта на поясницата. Коремът е умерено прибран, без да е провиснал или хлътнал. Крайниците, както предните, така и задните крайници са силни, здрави и мускулести. Предните лапи са по-широки от задните. Ноктите са къси, черно пигментирани. Опашката поставена високо, достигаща на дължина до скакателните стави или малко под тях, леко подвита на върха. При възбудено състояние на кучето, особено при мъжките – се вдига високо над гърба под формата на дъга. Космената покривка е средно дълга, гъста, плътна и дебела, с добре развит подкосъм. Цветът е сиво-стоманен, възможно е леко да клони към жълтеникав, но не и жълт. Други разновидности не са допустими. Понякога на гърдите отпред е възможно да има бяло петно.

## История
Името на породата произлиза от древен турски род, на който е наречен град Кангал, вилает Сивас. Това семейство е развъждало кангалите за турските султани от далечни времена. Наследил тази традиция е Турхан Кангал, наследник на агата на Кангал.